# Ipomoea microdactyla
Ipomoea microdactyla ist eine Pflanzenart aus der Gattung der Prunkwinden (Ipomoea) aus der Familie der Windengewächse (Convolvulaceae). 

## Beschreibung
Ipomoea microdactyla ist eine unbehaarte und zumindest an der Stängelbasis mit Stacheln besetzte Kletterpflanze. Die Wurzel ist knollenartig verdickt. Die Laubblätter sind eiförmig bis lanzettlich, ganzrandig oder fünf- bis siebenfingerig zusammengesetzt. Die Basis ist leicht herzförmig bis abgeschnitten oder abgeschrägt, die Spitze ist lang zugespitzt.
Die Blüten stehen in zymösen Blütenständen oder selten auch einzeln. Die nahezu gleich geformten Kelchblätter sind 6 bis 7 mm lang, eiförmig-kreisförmig und stachelspitzig besetzt. Die stieltellerförmige Krone ist scharlachrot bis karminrot gefärbt, ihre Kronröhre ist 2,5 bis 4 cm lang und der Kronsaum 2,5 bis 3 cm breit.
Die Früchte sind fast kugelförmige bis eiförmige, 10 bis 12 mm durchmessende und braun gefärbte Kapselfrüchte, an denen die Griffelbasis beständig ist und eine Spitze bildet. Die Samen sind langgestreckt, 7 bis 8 mm lang und wollig mit langen Trichomen besetzt.

## Verbreitung
Die Art ist auf Puerto Rico, Kuba, Bahamas und in Florida verbreitet und wächst dort auf Kalksteinklippen.

## Systematik
Innerhalb der Gattung der Prunkwinden (Ipomoea) wird die Art in die Serie Eriospermum der Sektion Eriospermum der Untergattung Eriospermum eingeordnet.